# Božidar Božič
Božidar Božič, ekonomist, publicist in časnikar, * 20. november 1907, Sveta Lucija, † Beograd (?).
Ljudsko šolo je obiskoval v Ljubljani, srednjo pa v Kranju in Ljubljani, kjer je 1927 maturiral na trgovski akademiji, ter 1941 je končal visoko ekonomsko šolo v Beogradu. Po srednji šoli je opravil vojaški rok v italijanski vojski, decembra 1930 pa se je vrnil v Kraljevino Jugoslavijo. Najprej je služboval v bančni službi v Zagrebu. Na povabilo dr. Draga Marušiča je postal stenograf v jugoslovanski skupščini. Med 2. svetovno vojno je v Beogradu sodeloval v boju proti okupatorju. Po osvoboditvi Beograda oktobra 1944 se je posvetil časnikarstvu. Delal je pri Tanjugu, bil stenograf na tretjem zasedanju Avnoja, učil na šoli za računovodje ter se vrnil k Tanjugu. Bil je tudi dopisnik za Slovenijo iz Beograda, sočasno pa je deloval še za avstrijsko tiskovno agencijo APA (Austria Presse Agentur) in za nemško športno agencijo SID iz Neussa pri Düsseldorfa.